# Kazlų Rūdos miškas IV
Kazlų Rūdos miškas IV este o arie protejată (sit de importanță comunitară — SCI) din Lituania întinsă pe o suprafață de 5.809,75 ha, integral pe uscat.

## Localizare
Centrul sitului Kazlų Rūdos miškas IV este situat la coordonatele 54°56′18″N 23°24′02″E / 54.9383°N 23.4006°E.

## Înființare
Situl Kazlų Rūdos miškas IV a fost declarat sit de importanță comunitară în septembrie 2021 pentru a proteja 1 specie de animale.

## Biodiversitate
Situată în ecoregiunea boreală, aria protejată conține 6 habitate naturale: Fânețe de joasă altitudine (Alopecurus pratensis, Sanguisorba officinalis), Taiga vestică, Păduri fino-scandinave bogate în ierburi cu Picea abies, Păduri caducifoliate de mlaștină fino-scandinave, Mlaștini împădurite, Păduri aluvionare cu Alnus glutinosa și Fraxinus excelsior (Alno-Padion, Alnion incanae, Salicion albae).
La baza desemnării sitului se află o specie protejată de  nevertebrate: libelule (Leucorrhinia pectoralis).